# Znamenszkojei járás

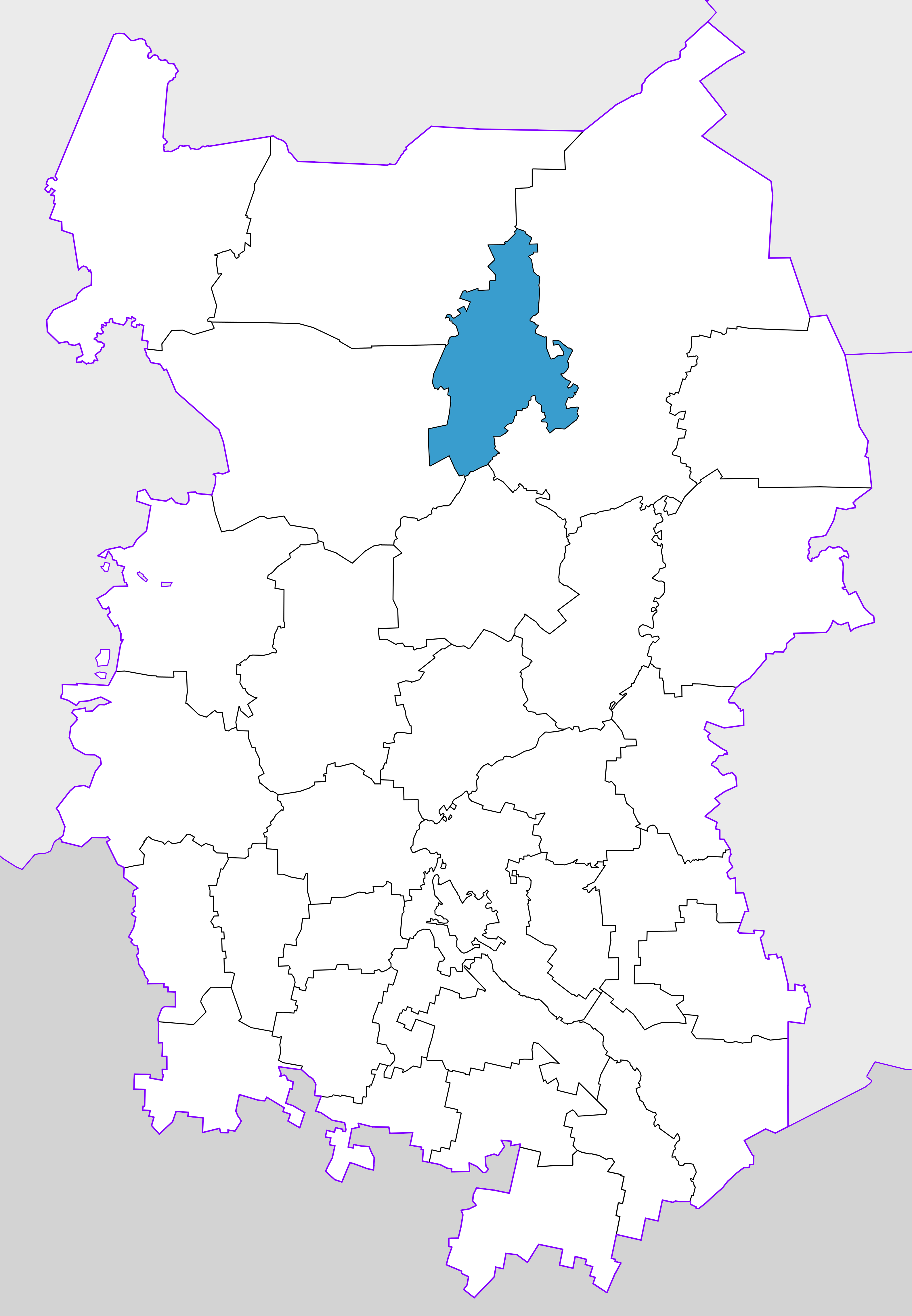
A Znamenszkojei járás az Omszki területen

A Znamenszkojei járás (oroszul Знаменский район) Oroszország egyik járása az Omszki területen. Székhelye Znamenszkoje.

## Népesség
- 1989-ben 15 046 lakosa volt.
- 2002-ben 13 876 lakosa volt, melynek 89,7%-a orosz, 6,1%-a tatár, 1,5%-a német, 1%-a ukrán, 0,3%-a fehérorosz.
- 2010-ben 12 427 lakosa volt, melynek 90,6%-a orosz, 6,2%-a tatár, 1%-a német, 0,5%-a ukrán, 0,1%-a kazah.